# Massavernietigingswapen
Een massavernietigingswapen, ook wel niet-conventioneel wapen genoemd, is een wapen bedoeld om in één keer veel mensen te doden. Binnen de Nederlandse krijgsmacht staat het ook wel bekend als NBC-wapen ofwel Nucleaire, Biologische of Chemische wapens. De term ABC-wapen is de oudere benaming, waarbij de A staat voor "Atomaire".
De massavernietigingswapens worden over het algemeen in drie categorieën onderverdeeld:
- nucleaire wapens - zoals de atoombom en de waterstofbom;
- biologische wapens - virussen, bacteriën en schimmels, zoals de miltvuurbacterie en het pokkenvirus;
- chemische wapens - zoals zenuwgassen en mosterdgas.

Door de enorme consequenties die het gebruik van massavernietigingswapens hebben worden ze zelden gebruikt. In de praktijk blijken massavernietigingswapens vaker een dreigmiddel dan een feitelijk wapen. Ook kunnen deze wapens juist een oorlog voorkomen. Tijdens de Koude Oorlog is het bijvoorbeeld nooit tot een directe oorlog tussen de Verenigde Staten en de USSR gekomen, doordat de dreiging van een kernoorlog te groot was.
De term werd pas gemeengoed na de aanslagen van 11 september 2001. Vooral vanuit de Verenigde Staten werd het bezit en de productie van massavernietigingswapens door Saddam Hoessein als bedreigend gekenmerkt. Het veronderstelde bezit van massavernietigingswapens was aanleiding om Irak preventief binnen te vallen in de Golfoorlog. Er werden, ondanks intensieve speurtochten, echter geen massavernietigingswapens in Irak gevonden.

## Voorkomen van gebruik
Om de kans op gebruik van de ABC wapens te verminderen, zijn de volgende maatregelen genomen:

A: Het Internationaal Atoomenergieagentschap werd al in 1957 opgericht.
 In 2017 werd het VN-verdrag inzake het verbod op kernwapens door 112 landen aangenomen. Op 24 oktober 2020 was Honduras het 50e land dat ratificeerde. Dat betekende dat het eind januari 2021 in werking zou treden. Het bezit en gebruik van kernwapens is sindsdien illegaal volgens het internationaal recht. Nederland is nog niet tot het verdrag toegetreden.
B: Er bestaat nog geen organisatie voor het verbod op biologische wapens. Het Verdrag biologische wapens is ondertekend door meer dan 100 landen, en in totaal zijn meer dan 180 landen toegetreden tot het verdrag.
C: De Organisatie voor het Verbod op Chemische Wapens (OPCW) bevindt zich in Den Haag. Het verdrag werd in 1997 geratificeerd.